# Tramlijn 10 (Brussel)
Tram 10 is een tramlijn uitgebaat door de Brusselse vervoersmaatschappij MIVB, die sinds 23 september 2024 rijdt tussen het Militair Hospitaal en de tramhalte Churchill. De kenkleur van deze lijn is paars.
De lijn neemt voor een groot deel het traject over van lijn 3 die de dag voordien stopte, en waarvan het hele traject door lijn 10 en de eveneens nieuwe lijn 35 wordt overgenomen. Daarnaast heeft lijn 10 ook een volledig nieuw tracé met een lengte van 5,5 km nieuwe sporen en tien bijkomende tramhaltes waarmee Neder-Over-Heembeek wordt ontsloten en een rechtstreekse tramverbinding krijgt met het centrum van Brussel.
De lijn werd gepland gebaseerd op prognoses dat tussen 2018 en 2035 Neder-Over-Heembeek 24% meer inwoners ging tellen, 32% meer scholieren en 36% meer jobs. De Brusselse overheid startte een informatiecampagne met als slogan "MOVE NOhW", waarbij NOH de populaire en veelgebruikte afkorting van Neder-Over-Heembeek is. In het voortraject van de tramaanleg sinds 2019 was er evenwel grote vrees dat de passage door het centrum van Neder-Over-Heembeek en de smalle winkelstraten Heembeekstraat en Frans Vekemansstraat kon leiden tot geblokkeerde trams bij dubbelparkeerders, en ook veel parkeerplaatsen in die straat zou doen verdwijnen.

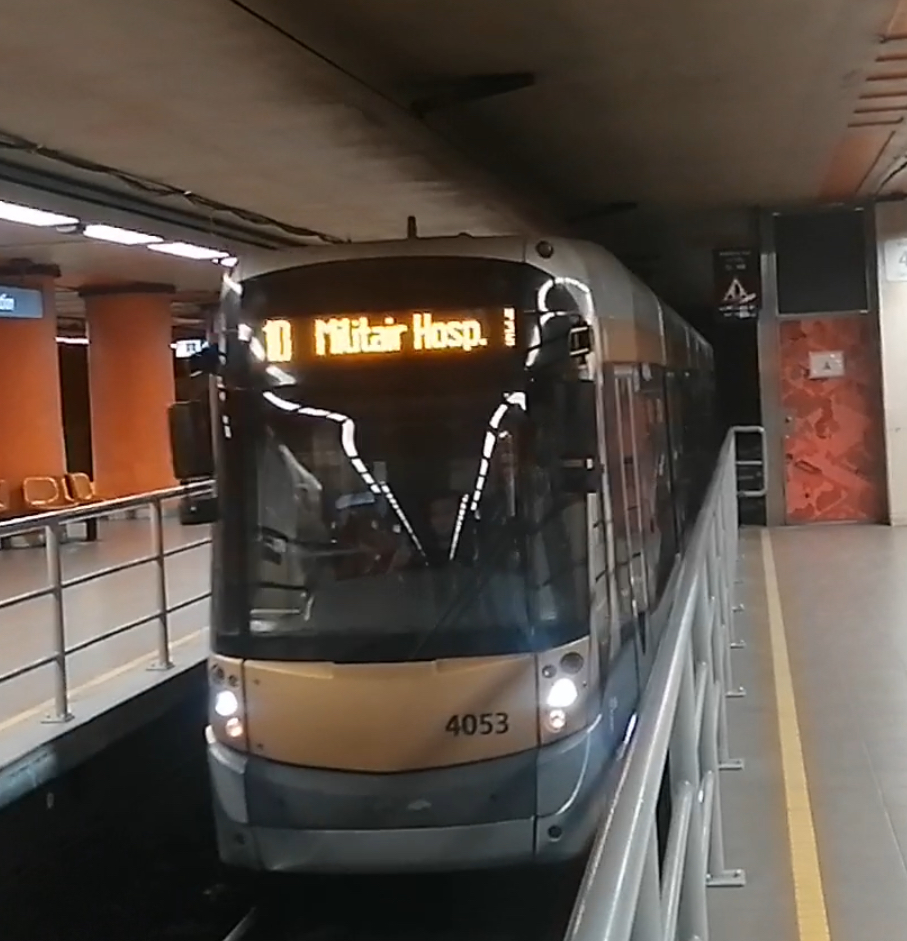
Tram 10 op halte Zuidstation naar Militair Hospitaal

## Traject
Het nieuwe traject van lijn 10 vertrekt ten westen van het Militair Hospitaal aan de Bruynstraat ter hoogte van de huidige bushaltes. Ze draait dan oostwaarts langs de de Tyraslaan en Ransbeekstraat waarbij het Nelson Mandelastadion wordt gepasseerd. Vervolgens gaat ze door Groenweg en Frans Vekemansstraat (in deze straat langs het Peter Benoitplein) om zuidwaarts de Hembeekstraat in te draaien. Deze straat komt uit op de Vuurkruisenlaan, waar aangesloten wordt op het tracé van de voormalige lijn 3 en lijn 7, sinds 23 september 2024 het tracé van lijn 35 en 7, met de naar het zuiden verplaatste halte en overstappunt Heembeek.
De lijn doet volgende haltes aan:
Militair Hospitaal - Mercator - Simone Veil - Marguerite Yourcenar - Nelson Mandela - Groenweg - Peter Benoit - Zavelput - Anker - Heembeek - Docks Bruxsel - Mabru - Masui - Thomas - Noordstation - Rogier - De Brouckère - Beurs - Anneessens - Lemonnier - Zuidstation - Hallepoort - Sint-Gillisvoorplein - Horta - Albert - Berkendaal - Vanderkindere - Churchill
Militair Hospitaal · 
Mercator · 
Simone Veil · 
Marguerite Yourcenar · 
Nelson Mandela · 
Groenweg · 
Peter Benoit · 
Zavelput · 
Anker · 
Heembeek · 
Docks Bruxsel · 
Mabru · 
Jules De Trooz · 
Masui · 
Thomas · 
Noordstation · 
Rogier · 
De Brouckère · 
Beurs - Grote Markt - Anneessens-Fontainas · 
Lemonnier · 
Zuidstation · 
Hallepoort · 
Sint-Gillisvoorplein · 
Horta · 
Albert · 
Berkendaal · 
Vanderkindere · 
Churchill
Stations: Noordstation · Rogier · De Brouckère · Beurs - Grote Markt · Anneessens-Fontainas · Lemonnier · Zuidstation · Hallepoort · Sint-Gillisvoorplein · Horta · Albert

Projecten: Toots Thielemans 

Lijnen:         